# Santa Anna dels Quatre Termes
Santa Anna dels Quatre Termes és un antic santuari i ermita de la comuna de Glorianes, a poca distància al nord-oest del cim de Santa Anna dels Quatre Termes. És a prop dels termes comunals de la Bastida i Bula d'Amunt, a la comarca del Rosselló i també a prop del límit amb Vallestàvia; aquest terme devia arribar antigament fins a aquest punt, cosa que justificaria l'apel·latiu dels Quatre Termes. Les ruïnes del santuari o ermita de Santa Anna dels Quatre Termes són per pocs metres dins del terme de Glorianes.
L'edifici era força antic, i sembla que fou construït sobre les restes d'un antic oratori romànic dedicat a la santa. El 1587 s'esmenta el loco dicto la Solada de Sancta Anna i també la serra Sancte Anne, i el 1699 -en un moment, a finals del segle xvii, quan la pràctica de l'eremitisme va estar en voga a la Catalunya del Nord- s'hi va fer una important restauració i ampliació a les expenses de Joan Àngel Toron, de la Bastida, Pere Taix, de Bula d'Amunt, Ignasi Moneder, de Jóc i Ignasi Morer, de Finestret. Un document del 1722 parla de l'ermita de Sancta Anna dels quatra termas, i hauria mantingut la seva funció fins a la Revolució Francesa, quan les lleis anticlericals condemnaren molts edificis religiosos a ser venuts públicament; Santa Anna quedà en desús i s'anà arruïnant al llarg dels anys. En l'actualitat només hi ha restes dels murs, que permeten fer-se encara una idea de les reduïdes dimensions de la planta: 6,20 metres de llarg per 3,50 d'amplada.